# In This Light and on This Evening
Albums de Editors
An End Has a Start
(2007) The Weight of Your Love
(2013)
Singles
1. Papillon
Sortie : 12 octobre 2009
2. You Don't Know Love
Sortie : 25 janvier 2010
3. Eat Raw Meat = Blood Drool
Sortie : 24 mai 2010

In This Light and on This Evening est le 3e album du groupe britannique de rock Editors, publié en 2009 par Kitchenware Records. Il s'est classé en tête du classement de ventes d'albums au Royaume-Uni et est marqué par un son beaucoup plus électronique que celui des deux premiers albums du groupe.

## Liste des chansons
Toutes les chansons sont écrites et composées par Editors.
| No | Titre                             | Durée |
| -- | --------------------------------- | ----- |
| 1. | In This Light and on This Evening | 4:21  |
| 2. | Bricks and Mortar                 | 6:21  |
| 3. | Papillon                          | 5:24  |
| 4. | You Don't Know Love               | 4:39  |
| 5. | The Big Exit                      | 4:44  |
| 6. | The Boxer                         | 4:40  |
| 7. | Like Treasure                     | 4:52  |
| 8. | Eat Raw Meat = Blood Drool        | 4:53  |
| 9. | Walk the Fleet Road               | 3:47  |

## Classements et certifications
| Classement musical                           | Meilleure position |
| -------------------------------------------- | ------------------ |
| Allemagne (Media Control AG)                 | 8                  |
| Australie (ARIA)                             | 40                 |
| Autriche (Ö3 Austria Top 40)                 | 50                 |
| Belgique (Flandre Ultratop)                  | 2                  |
| Belgique (Wallonie Ultratop)                 | 7                  |
| Danemark (Tracklisten)                       | 37                 |
| Espagne (Promusicae)                         | 58                 |
| France (SNEP)                                | 41                 |
| Irlande (Irish Recorded Music Association)   | 4                  |
| Italie (FIMI)                                | 20                 |
| Pays-Bas (Mega Album Top 100)                | 3                  |
| Portugal (Associação Fonográfica Portuguesa) | 25                 |
| Royaume-Uni (UK Albums Chart)                | 1                  |
| Suisse (Schweizer Hitparade)                 | 12                 |

| Pays        | Ventes    | Certifications |
| ----------- | --------- | -------------- |
| Belgique    | 30 000 +  | Platine        |
| Royaume-Uni | 100 000 + | Or             |

## Accueil critique
L'album a recueilli des critiques mitigées, obtenant la note de 59/100, sur la base de 25 critiques, sur le site Metacritic.